# Krzysztof Wojdan
Krzysztof Wojdan (ur. 22 maja 1968 w Tarnowie) – judoka krakowskiej Wisły, olimpijczyk z Atlanty (1996), startujący w kategorii 71 kg.
Był zawodnikiem Pałacu Młodzieży Tarnów (1978-1987) i TS Wisła Kraków (od 1987), gdzie trenowali go Czesław Łaksa i Marek Tabaszewski. Zdobył dziesięć medali indywidualnych mistrzostw Polski seniorów, w tym trzy złote (1993, 1994, 1999), dwa srebrne (1992, 1996) i pięć brązowych (1989, 1995, 1998 - w kat. 71 kg i 1998, 1999 w kategorii open). Jego największymi sukcesami międzynarodowymi były brązowy medal w turnieju drużynowym Uniwersjady w Fukuoce (1995), brązowy medal w drużynowym turnieju mistrzostw Europy (1994). W 1994 zdobył również brązowy medal akademickich mistrzostw świata w turnieju indywidualnym. Uczestniczył w Igrzyskach Olimpijskich w Atlancie (1996), po wolnym losie w pierwszej rundzie, w drugiej odpadł przez ippon w 49 sekundzie i odpadł z turnieju.
Posiada stopień 6 dan. Prowadzi sekcję UKS Grot Judo Kraków.
Brat judoki Tomasza Wojdana.